# MFSB
 (janvier 2010).
Si vous disposez d'ouvrages ou d'articles de référence ou si vous connaissez des sites web de qualité traitant du thème abordé ici, merci de compléter l'article en donnant les références utiles à sa vérifiabilité et en les liant à la section « Notes et références ».
M.F.S.B. (abréviation pour « Mother Father Sister and Brother ») était un groupe de plus d'une trentaine de musiciens de session basé dans les studios Sigma Sound à Philadelphie qui travaillait sous la direction des producteurs Gamble et Huff et de l'arrangeur Thom Bell. Le groupe a notamment joué avec des formations ou artistes tels que Harold Melvin and the Blue Notes, The O'Jays et Billy Paul.
MFSB a commencé à enregistrer sous son propre nom des instrumentaux pour le label Philadelphia International Records. Le premier succès de la formation, TSOP (The Sound of Philadelphia) écrit par Kenneth Gamble et Leon Huff en 1973, deviendra également le titre le plus connu de MFSB grâce au succès de l'émission télévisée Soul Train dont il était le générique.

## Présentation
Monté par les producteurs Kenneth Gamble et Leon Huff, MFSB était l'orchestre attitré de leur maison de disques Philadelphia International Records. Représentant du Philadelphia soul, le son caractéristique de Philadelphie du début des années 1970, MSFB accompagna de nombreux artistes qui enregistraient aux Sigma Sound Studios. Plus tard, au cours de la décennie, le collectif devint connu pour ses sonorités orientées davantage sur le disco; ce courant musical prenant une place de plus en plus importante dans le paysage musical de la fin des années 1970.
La formation classique de MFSB était composée de Karl Chambers et Earl Young à la batterie, Norman Harris, Roland Chambers, Bobby Eli et TJ Tindall à la guitare, Winnie Wilford et Ronnie Baker à la basse, Vince Montana et Larry Washington aux percussions, Leon Huff et Thom Bell aux claviers, Don Renaldo aux cordes et au cor d'harmonie, avec en vedette Rocco Bene à la trompette.

## Carrière
En 1973, le groupe enregistre TSOP (The Sound of Philadelphia), qui devient le nouveau thème musical de l'émission de variété Soul Train. Le titre instrumental est édité en single par Philadelphia International et atteint la 1re place du Billboard Hot 100.

## Discographie
- MFSB (1973)
- Love Is The Message (1973)
- Philadelphia Freedom (1975)
- Universal Love (1975)
- Summertime (1976)
- MFSB & Gamble Huff Orchestra (1978)
- The End of Phase One (1978)
- Mysteries of the World (1980)